# Linum aristatum
Linum aristatum är en linväxtart som beskrevs av Georg George Engelmann. Linum aristatum ingår i släktet linsläktet, och familjen linväxter. Inga underarter finns listade i Catalogue of Life.

## Bildgalleri

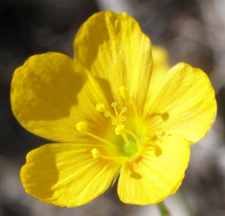